# Drummond Pike
Drummond MacGavin Pike (* 11. Oktober 1948) ist ein US-amerikanischer Philanthrop und progressiver politischer Aktivist. Er gründete 1976 die Tides Foundation und war bis 2010 deren Präsident. Derzeit ist er als Hauptverantwortlicher bei Equilibrium Capital Group tätig. Pike war maßgeblich an der Einführung von Fonds mit Spenderberatung in der Philanthropie beteiligt.

## Ausbildung
Pike studierte Politikwissenschaft an der University of California, Santa Cruz und engagierte sich in den späten 1960er Jahren in der Antikriegsbewegung. Während seines Abschlussjahres 1969 wurde er als Campusvertreter in das Board of Regents gewählt und schloss 1970 mit einem B.A. ab. Anschließend setzte er sein Studium am Eagleton Institute of Politics der Rutgers University fort, wo er einen Master-Abschluss in Politikwissenschaft erwarb.

## Karriere
1975 war Pike Mitbegründer des Youth Project in Washington, D.C., wo er als stellvertretender Direktor tätig war. Anschließend wurde er als Geschäftsführer der Shalan Foundation in San Francisco eingestellt.
Pike gründete 1976 die Tides Foundation, der erste vollständig besetzte Fonds mit Spenderberatung-Organisation in den USA. Bei Tides etablierte er die Nutzung dieser Fonds als Instrument für anonyme Spenden an philanthropische Zwecke.
Pike gehörte zu den Mitbegründern von Working Assets (Credo), einem Telekommunikationsunternehmen mit Sitz in San Francisco, das sich progressiver Philanthropie und politischem Aktivismus widmet. 1992 gründete er Highwater, Inc., ein Immobilienentwicklungsunternehmen zur Bereitstellung hochwertiger Arbeitsräume für gemeinnützige Organisationen. 1994 schlug er dem Presidio Trust das Thoreau Center for Sustainability vor.
1996 gründete Pike das Tides Center als Ableger der Tides Foundation. Das Tides Center bietet Verwaltungs-, Finanz- und Personalmanagement-Dienstleistungen für wohltätige Initiativen an, die noch nicht als 501(c)(3)-Organisationen eingetragen sind.
Pike gründete 1996 Groundspring.org, das ursprünglich als eGrants bekannt war und später von Network for Good übernommen wurde.
2002 wurde Pike Gründungsvorsitzender der Tides Canada Foundation, einer Schwesterorganisation der Tides Foundation.
2008 spendete Pike anonym eine Million US-Dollar an ACORN, nachdem Dale Rathke, der Bruder des ACORN-Gründers Wade Rathke, 948.607,50 US-Dollar von der Organisation und verbundenen Wohltätigkeitsorganisationen veruntreut hatte. ACORN hatte zuvor Mittel von der Tides Foundation erhalten.
Pike unterstützte gemeinsam mit George Soros und anderen Mitgliedern der Democracy Alliance das Secretary of State Project, eine US-amerikanische Non-Profit-Organisation, die sich für die Wahl progressiver Wahlleiter in Schlüsselstaaten einsetzte.

## Auszeichnungen
- 2004: National Philanthropy Day's Outstanding Foundation Professional Award.[14]
- 2006: Mark Dubois Award von Friends of the River.[15]